# Deutzia subulata
Deutzia subulata är en hortensiaväxtart som beskrevs av Hand.-mazz. Deutzia subulata ingår i släktet deutzior, och familjen hortensiaväxter. Inga underarter finns listade i Catalogue of Life.